# Atletism la Jocurile Olimpice de vară din 2016 - Aruncarea suliței (feminin)

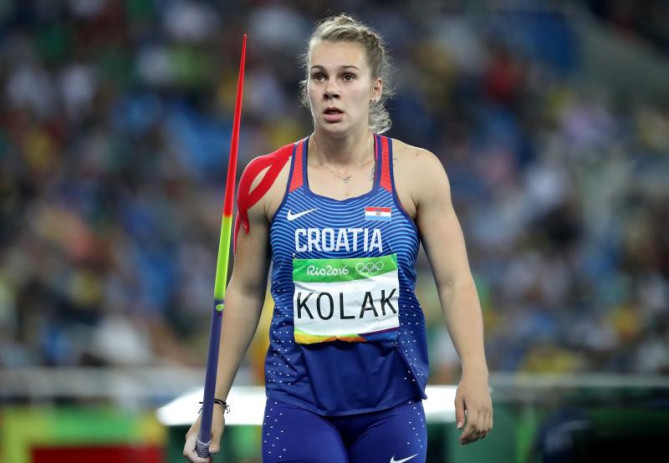
Sara Kolak

Proba feminină de aruncare a suliței de la Jocurile Olimpice de vară din 2016 a avut loc în perioada 16-18 august la Stadionul Olimpic.

## Formatul competiției
Fiecare atletă a avut dreptul la trei aruncări. Atletele care au trecut peste baremul de calificare s-au calificat direct în finală. Dacă se calificau mai puțin de 12 atlete, tabelul finalei se completa până se ajungea la 12. Pentru finală fiecare atletă a avut dreptul la trei aruncări, după care primele opt clasate au avut dreptul la încă trei aruncări.

## Recorduri
Înaintea acestei competiții, recordurile mondiale și olimpice erau următoarele:
| Record           | Atlet                   | Rezultat | Loc                 | Data               |
| ---------------- | ----------------------- | -------- | ------------------- | ------------------ |
| Recordul mondial | Barbora Špotáková (CZE) | 72,28 m  | Stuttgart, Germania | 13 septembrie 2008 |
| Recordul olimpic | Osleidys Menéndez (CUB) | 71,53 m  | Atena, Grecia       | 27 august 2004     |

## Rezultate

### Calificări
Baremul de calificare: 63,00 m (C) sau printre primele 12 aruncătoare (c)
| Loc | Grupa | Nume                  | Țară                       | #1    | #2    | #3    | Rezultat | Note      |
| --- | ----- | --------------------- | -------------------------- | ----- | ----- | ----- | -------- | --------- |
| 1   | B     | Maria Andrejczyk      | Polonia                    | 67,11 | –     | –     | 67,11    | (C), (RN) |
| 2   | B     | Barbora Špotáková     | Cehia                      | 62,50 | 64,65 | –     | 64,65    | (C)       |
| 3   | A     | Sara Kolak            | Croația                    | 55,68 | 55,86 | 64,30 | 64,30    | (C), (RN) |
| 4   | B     | Linda Stahl           | Germania                   | 63,95 | –     | –     | 63,95    | (C)       |
| 5   | A     | Tațiana Haladovici    | Belarus                    | 63,78 | –     | –     | 63,78    | (C)       |
| 6   | A     | Sunette Viljoen       | Africa de Sud              | 63,54 | –     | –     | 63,54    | (C)       |
| 7   | A     | Lü Huihui             | China                      | 63,28 | –     | –     | 63,28    | (C)       |
| 8   | B     | Madara Palameika      | Letonia                    | 63,03 | –     | –     | 63,03    | (C)       |
| 9   | A     | Flor Ruiz             | Columbia                   | 62,32 | 59,89 | 59,99 | 62,32    | (c)       |
| 10  | A     | Christina Obergföll   | Germania                   | 57,75 | 62,18 | x     | 62,18    | (c)       |
| 11  | A     | Christin Hussong      | Germania                   | 56,19 | 55,58 | 62,17 | 62,17    | (c)       |
| 12  | B     | Kathryn Mitchell      | Australia                  | x     | 60,05 | 61,63 | 61,63    | (c)       |
| 13  | B     | Kara Winger           | Statele Unite ale Americii | 61,02 | 57,34 | 60,54 | 61,02    |           |
| 14  | A     | Sinta Ozoliņa-Kovala  | Letonia                    | 60,92 | 58,08 | x     | 60,92    |           |
| 15  | B     | Li Lingwei            | China                      | 60,91 | 59,30 | 57,87 | 60,91    |           |
| 16  | A     | Elizabeth Gleadle     | Canada                     | 59,18 | 60,28 | 58,74 | 60,28    |           |
| 17  | B     | Kateryna Derun        | Ucraina                    | 60,02 | 54,86 | x     | 60,02    |           |
| 18  | A     | Martina Ratej         | Slovenia                   | 59,76 | 58,15 | x     | 59,76    |           |
| 19  | A     | Hanna Hatsko-Fedusova | Ucraina                    | 58,90 | x     | 58,38 | 58,90    |           |
| 20  | B     | Liina Laasma          | Estonia                    | 58,06 | 56,21 | 56,62 | 58,06    |           |
| 21  | B     | Yuki Ebihara          | Japonia                    | 53,75 | 55,89 | 57,68 | 57,68    |           |
| 22  | A     | Kim Mickle            | Australia                  | 57,20 | x     | 55,93 | 57,20    |           |
| 23  | A     | Liu Shiying           | China                      | 57,16 | 55,60 | x     | 57,16    |           |
| 24  | B     | Mathilde Andraud      | Franța                     | 56,61 | 56,01 | 56,13 | 56,61    |           |
| 25  | A     | Maggie Malone         | Statele Unite ale Americii | 56,47 | x     | 46,87 | 56,47    |           |
| 26  | B     | Tatsiana Korzh        | Belarus                    | 49,41 | 53,54 | 56,16 | 56,16    |           |
| 27  | A     | Brittany Borman       | Statele Unite ale Americii | 54,15 | 56,04 | 52,73 | 56,04    |           |
| 28  | B     | Kelsey-Lee Roberts    | Australia                  | 44,75 | 55,04 | 55,25 | 55,25    |           |
| 29  | A     | Yulenmis Aguilar      | Cuba                       | 54,84 | x     | 54,94 | 54,94    |           |
| 30  | B     | Ásdís Hjálmsdóttir    | Islanda                    | x     | 54,92 | x     | 54,92    |           |
| 31  | B     | Sanni Utriainen       | Finlanda                   | 53,42 | x     | 52,45 | 53,42    |           |

### Finala
| Loc | Nume                | Țară          | #1    | #2    | #3    | #4                    | #5                    | #6                    | Rezultat | Note |
| --- | ------------------- | ------------- | ----- | ----- | ----- | --------------------- | --------------------- | --------------------- | -------- | ---- |
| 1   | Sara Kolak          | Croația       | 60,89 | 62,95 | 63,00 | 66,18                 | x                     | 59,42                 | 66,18    | (RN) |
| 2   | Sunette Viljoen     | Africa de Sud | 64,92 | 61,04 | x     | 63,00                 | x                     | x                     | 64,92    |      |
| 3   | Barbora Špotáková   | Cehia         | 60,16 | 63,73 | x     | 61,25                 | 64,80                 | x                     | 64,80    |      |
| 4   | Maria Andrejczyk    | Polonia       | 61,92 | 59,25 | 60,23 | 59,31                 | 64,78                 | 63,69                 | 64,78    |      |
| 5   | Tațiana Haladovici  | Belarus       | 62,68 | 60,24 | 64,60 | 60,49                 | 63,52                 | 64,24                 | 64,60    |      |
| 6   | Kathryn Mitchell    | Australia     | x     | 64,36 | x     | x                     | 62,20                 | 63,02                 | 64,36    |      |
| 7   | Lü Huihui           | China         | 60,32 | 63,50 | 59,56 | 64,04                 | x                     | 56,96                 | 64,04    | (SB) |
| 8   | Christina Obergföll | Germania      | 60,17 | 62,28 | x     | x                     | x                     | 62,92                 | 62,92    |      |
| 9   | Flor Ruiz           | Columbia      | 61,54 | 58,46 | 59,61 | nu a mers mai departe | nu a mers mai departe | nu a mers mai departe | 61,54    |      |
| 10  | Madara Palameika    | Letonia       | x     | x     | 60,14 | nu a mers mai departe | nu a mers mai departe | nu a mers mai departe | 60,14    |      |
| 11  | Linda Stahl         | Germania      | 58.48 | x     | 59,71 | nu a mers mai departe | nu a mers mai departe | nu a mers mai departe | 59,71    |      |
| 12  | Christin Hussong    | Germania      | 54,99 | 54,47 | 57,70 | nu a mers mai departe | nu a mers mai departe | nu a mers mai departe | 57,70    |      |

## Legendă
RA Record african | AM Record american | AS Record asiatic | RE Record european | OCRecord oceanic | RO Record olimpic | RM Record mondial | RN Record național | SA Record sud-american | RC Record al competiției | DNF Nu a terminat | DNS Nu a luat startul | DS Descalificare | EL Cea mai bună performanță europeană a anului | PB Record personal | SB Cea mai bună performanță a sezonului | WL Cea mai bună performanță mondială a anului